# Silometopus curtus
Silometopus curtus là một loài nhện trong họ Linyphiidae.
Loài này thuộc chi Silometopus. Silometopus curtus được Eugène Simon miêu tả năm 1881.